# Gunnar Hansson
Hans Gunnar Hansson, född 19 november 1922 i Fjälkinge, död 5 december 2002 i Mollösund, var en svensk litteraturvetare.
Hansson blev filosofie doktor 1959 och docent i Göteborg 1961. Han "har i flera vetenskapliga verk behandlat litteraturens mottagarsida, dvs läsarens förhållande till litteraturen, vilka kan betecknas som litt-pedagogisk forskning i vid bemärkelse." (Litteraturlexikon, 1974)